# Frontera entre Malaui y Zambia
La frontera entre Malaui y Zambia es un límite internacional terrestre que separa el territorio de Malaui del de Zambia en África Austral. Tiene una orientación norte-sur de 837 kilómetros extendida casi paralela al lago Malaui. Separa el este de Zambia (regiones Norte y Este) del territorio de Malaui (regiones Norte y Central). Al norte, en el pasaje del río Songwe, forma la triple frontera Malaui-Zambia-Tanzania. En el extremo sur se encuentra la triple frontera entre ambos estados y Zimbabue. Pasa por las proximidades del monte Nyika y de la ciudad de Chipata en Zambia.
Ambos países (Malawi -antigua Nyasalandia; Zambia -antigua Rodesia del Norte) formaron parte, junto con Zimbabue (antigua Rodesia del Sur), de un conjunto de posesiones del Imperio británico en el África Austral, la Federación de Rodesia y Nyasalandia desde 1953. Ambas obtuvieron la autonomía en 1963 y se independizaron en 1964, fecha en la que se estableció la frontera.